# Haus Laboratories
Haus Laboratories (sovint abreujat com Haus Labs) és una empresa de cosmètics i perfums fundada per Lady Gaga. Com a part de l'equip creatiu Haus of Gaga, l'empresa va ser fundada a París l'any 2012 amb el llançament del perfum Lady Gaga Fame en col·laboració amb Coty Inc., mateixa productora amb la qual més tard va fer Eau de Gaga l'any 2014.
Més endavant, l'any 2019 Haus Laboratories va ser renovada quan Gaga va anunciar que llançaria una línia de cosmètics, amb la qual ofereix primordialment productes per a llavis i ulls, els quals han rebut bones crítiques i vendes significatives.

## Història

### 2012-2018: fundació i pausa
El juny de 2012, Lady Gaga va anunciar la fundació d'Haus Laboratories durant una roda de premsa on revelava també el seu primer producte, Lady Gaga Fame, un perfum en col·laboració amb Coty Inc., el qual s'havia estat elaborant des de 2010. El perfum va ser llançat oficialment als Estats Units i al Regne Unit a l'agost d'aquest mateix any, acompanyat d'una àmplia campanya publicitària, primordialment a la ciutat de París, França, on es trobava la seu de l'empresa. El paquet de llançament anava acompanyat de sabó, loció corporal i gel de bany. L'agost de 2014, dos anys després del llançament del seu primer producte, Haus Laboratories va llançar el seu segon perfum, Eau de Gaga, també produït en col·laboració amb Coty Inc. Seguidament, l'empresa va deixar de produir productes.

### 2019-actualitat: reobertura i línia de maquillatge
Al juliol de 2019, després de cinc anys d'inactivitat a l'empresa, Gaga va anunciar que aquesta seria renovada com una línia de cosmètics. Amb aquest anunci, van ser revelats els primers productes; sis deliniadors de llavis (Myth, Drag, Ride, En Pointe, Slayer i Rule), sis ombres líquides per a ulls (Aphrodite, Rose Bitch, Biker, Chained Ballerina, Legend i Dynasty), sis labials amb brillantor (Venus, Entranced, Blaze, corset, Scream i Attitude), un kit d'adhesius (Armor Masque No. 1) i un delineador d'ulls (Punk). Tot aquests productes van ser llançats oficialment al setembre de 2019.
Al novembre, es va anunciar la col·lecció nadalenca del 2019, anomenada Cosmic Love, que incloia cinc noves ombres líquides per a ulls (Retro, Glamour Puss, Chains, Gunmetal i Angel Baby), un delineador de llavis (ARC) i un labial amb brillantor (Ethereal), així com el primer labial comú (Burlesque). Més tard, al desembre, va ser anunciada la primera paleta d'ombres en pols per a ulls (Glam Room Palette No. 1: Fame), la seva primera màscara de pestanyes i també un nou deliniador d'ulls (Whiskey).
El 13 de febrer de 2020, la marca va anunciar una col·lecció de llapis per a llavis en dotze tonalitats (Dust, Pusher, Talk Dirty, Power Move, Fire Me, Miami Tango, 1950, Mastered, Greaser, Hot Rod, Rebel i Destroyer), la qual va sortir a la venda el 18 de febrer.

## Vendes
Durant la setmana de llançament, el perfum Lady Gaga Fame va trencar diversos rècords en vendes i va passar a ser la segona fragància més ràpidament venuda del món, darrere de Chanel N.5. Només en la seva setmana debut, va arribar a vendre a sis milions d'ampolles. Posteriorment, amb cinc mesos al mercat, va ser la fragància més venuda de l'any 2012 al Regne Unit, i el febrer de 2013, havia venut ja almenys 30 milions d'ampolles a nivell mundial. Si bé Eau de Gaga no va repetir l'èxit comercial del seu antecessor, va ser la desena fragància més venuda per una celebritat del 2014 als Estats Units, amb aproximadament 23.000 unitats venudes.
A la prevenda dels primers sis deliniadors de llavis i brillantors labials, diversos d'aquests van ingressar als primers deu entre els més venuts d'Amazon. Amb el llançament oficial, el delineador d'ulls en to Punk es va convertir en un best-seller del lloc web en tan sols una setmana. Un altre producte que també va aconseguir aquesta categoria va ser el de llavis en to Burlesque. Igualment, els llapis per a llavis van aconseguir aquesta categoria a la mateixa plataforma.

## Crítica
Els cosmètics de Haus Laboratories han rebut una gran varietat de crítiques altament positives per part dels crítics i el públic. Els productes per als ulls, entre els quals hi ha les ombres líquides i els delineadors, van obtenir bones ressenyes per la seva intensa pigmentació i fàcil manipulació. Així mateix, en el cas particular dels delineadors, van ser aclamats per la seva consistència a l'hora de ser aplicats. D'altra banda, els productes de llavis van ser ben rebuts per no ser enganxosos, per la seva cremositat i per no tacar. Alguns experts també van esmentar com a punt bo com d'hidratants són. La línia de maquillatge ha tingut crítiques favorables de part de nombroses personalitats d'Internet populars per valorar cosmètics com Jeffree Star, NikkieTutorials, Tati Westbrook i James Charles, entre d'altres. Igualment, Oprah Winfrey va incloure la col·lecció d'ombres líquides en la seva llista de coses preferides del 2019.